# YooMoney

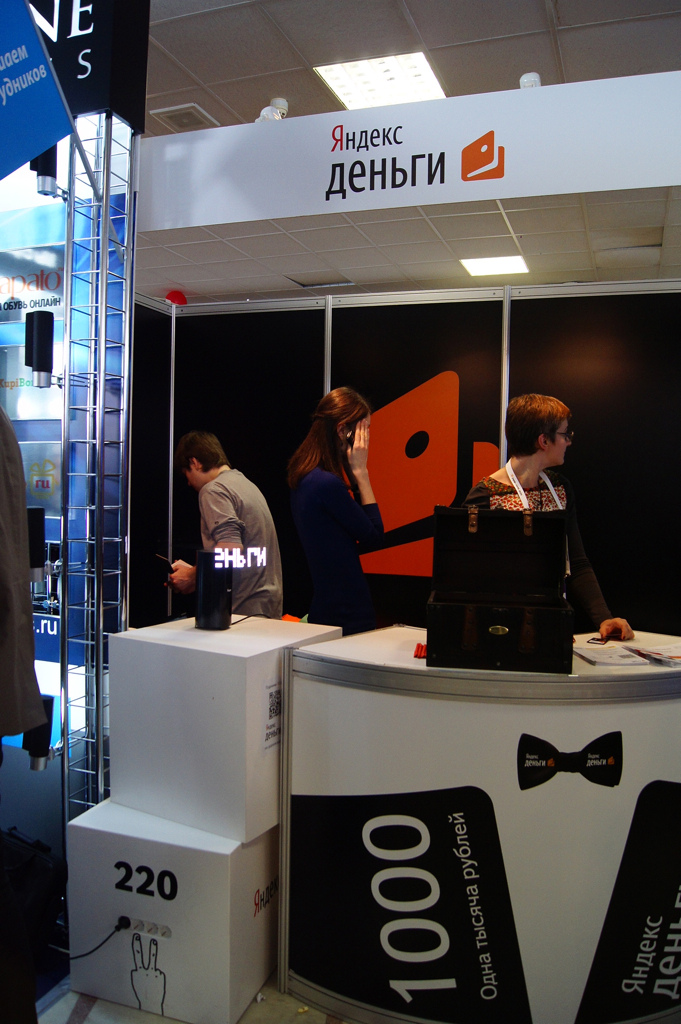
YooMoney的展台

YooMoney（品牌名称为ЮMoney；前称为Yandex.Money（俄语：Яндекс.Деньги）是俄罗斯第二大电子支付服务公司，由俄罗斯搜索引擎公司Yandex和俄罗斯银行Sberbank于2002年合资设立，Sberbank拥有100%的股份。YooMoney提供B2B和B2C两种形式的服务，用户可以使用Sberbank的ATM、终端和网上银行。
根据索福瑞集团（TNS）于2015年6月进行的一项民意调查，有92％的俄罗斯人熟悉该服务，有44％的人经常使用Yandex.Money付款。
YooMoney的总部位于莫斯科，在圣彼得堡和下诺夫哥罗德设有分公司。Ivan Glazachev是首席执行官。他于2017年3月1日成为公司负责人。
2019年7月，"Yandex的。 Money"为游戏玩家推出了一项新服务-"Ya。流光"。 它允许您在在线广播期间接受捐款，并向其他用户展示如何通过小部件收集资金的过程。 "Yandex的。 钱是我"发动"的。流光"一起捐赠。溪流。 使用"Ya"发送捐款。流光"观众可以从钱包到"Yandex的。 钱"或从任何银行卡。 一旦发生这种情况，这笔钱立即记入流光的电子钱包。 用户可以在流媒体平台上接受捐款，如YouTube，Twitch，Smashcast，CyberHero，WASD.TV，在Odnoklassniki，VKontakte或facebook。 该服务还适用于流媒体程序，如OBS Studio，XSplit。